# Campeonato de Primera B 1988-89 (Argentina)
El Campeonato de Primera División B 1988-89 fue la quincuagésima sexta temporada de la Primera B y la tercera como tercera categoría del fútbol argentino. Fue disputado entre el 23 de julio de 1988 y el 15 de abril de 1989.
Se incorporaron para el torneo Central Córdoba (R) y Defensores Unidos, campeón y segundo ascendido de la Primera C, respectivamente.
El campeón fue Villa Dálmine, que logró el ascenso al Nacional B. Fue el único ascendido, ya que ninguno de los clubes de la categoría logró ganar alguno de los zonales disputados.
Asimismo, el torneo determinó el descenso de Defensores Unidos y Argentino de Rosario, últimos en la tabla de promedios, con la particularidad de que el equipo rosarino no pudo evitar la pérdida de categoría a pesar de ser subcampeón.

## Ascensos y descensos
| Posición | Descendidos de la Primera B 1987-88 |
| -------- | ----------------------------------- |
| 15.º     | Berazategui                         |

| Posición  | Ascendidos de la Primera C 1987-88 |
| --------- | ---------------------------------- |
| 1.°       | Central Córdoba                    |
| Gan. Red. | Defensores Unidos                  |

| Posición | Ascendidos al Nacional B 1988-89 |
| -------- | -------------------------------- |
| 1.º      | Talleres (RdE)                   |

| Descendidos del Nacional B 1987-88 |
| ---------------------------------- |
| No hubo                            |

## Equipos
| Equipo                 | Ciudad                | Estadio                       | Capacidad |
| ---------------------- | --------------------- | ----------------------------- | --------- |
| All Boys               | Buenos Aires          | Islas Malvinas                | 12.000    |
| Almagro                | José Ingenieros       | Tres de Febrero               | 18.000    |
| Argentino              | Rosario               | José Martín Olaeta            | 6800      |
| Arsenal                | Sarandí               | Julio Humberto Grondona       | 5900      |
| Atlanta                | Buenos Aires          | Don León Kolbowsky            | 34.000    |
| Central Córdoba        | Rosario               | Gabino Sosa                   | 10.000    |
| Defensores de Belgrano | Buenos Aires          | Juan Pasquale                 | 9000      |
| Defensores Unidos      | Zárate                | Gigante de Villa Fox          | 6000      |
| Deportivo Laferrere    | Gregorio de Laferrere | Ciudad de Laferrere           | 10.000    |
| Deportivo Merlo        | Merlo                 | José Manuel Moreno            | 8500      |
| Deportivo Morón        | Morón                 | Francisco Urbano              | 19.000    |
| El Porvenir            | Gerli                 | Enrique de Roberts            | 14.000    |
| Estudiantes            | Caseros               | Ciudad de Caseros             | 16.500    |
| Nueva Chicago          | Buenos Aires          | Nueva Chicago                 | 25.000    |
| San Miguel             | San Miguel            | Malvinas Argentinas           | 6800      |
| Villa Dálmine          | Campana               | El Coliseo de Mitre y Puccini | 12.000    |

### Distribución geográfica de los equipos
| Región                                   | Cant. | Equipos |
| ---------------------------------------- | ----- | --- |
| Conurbano bonaerense                     | 8     | Almagro, Arsenal, Deportivo Laferrere, Deportivo Merlo, Deportivo Morón, El Porvenir, Estudiantes y San Miguel |
| Ciudad de Buenos Aires                   | 4     | All Boys, Atlanta, Defensores de Belgrano y Nueva Chicago                                                      |
| Interior de la provincia de Buenos Aires | 2     | Villa Dálmine y Defensores Unidos                                                                              |
| Ciudad de Rosario                        | 2     | Argentino y Central Córdoba                                                                                    |

## Formato

### Competición
Se disputó un torneo de 30 fechas por el sistema de todos contra todos, ida y vuelta.

### Ascensos
El equipo que más puntos obtuvo salió campeón y ascendió directamente. El equipo ubicado en el segundo puesto de la tabla de posiciones final clasificaría al Zonal Sureste, mientras que los ubicados en el tercer y cuarto puesto disputarían el Zonal Noroeste. Todos los demás equipos que no hubieran perdido la categoría disputaron un Torneo Reducido para obtener el segundo cupo al Zonal Sureste.

### Descensos
El promedio se calculaba sumando los puntos obtenidos en la fase regular de los torneos de 1986, 1986-87, 1987-88 y 1988-89 dividiendo por estas 4 temporadas. Los equipos que ocuparon los dos últimos lugares de la tabla de promedios descendieron a la Primera C.

## Tabla de posiciones final

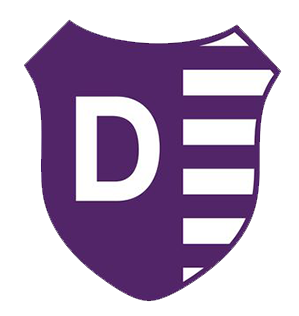
Club Villa Dálmine Campeón Primera B 1988-89 Ascendido a la B Nacional 1989-90

| Pos  | Equipo                 | Pts | PJ | PG | PE | PP | GF | GC | Dif |
| ---- | ---------------------- | --- | -- | -- | -- | -- | -- | -- | --- |
| 01.º | Villa Dálmine          | 46  | 30 | 19 | 8  | 3  | 40 | 13 | 27  |
| 02.º | Argentino de Rosario   | 38  | 30 | 14 | 10 | 6  | 39 | 26 | 13  |
| 03.º | Central Córdoba (R)    | 36  | 30 | 14 | 8  | 8  | 41 | 35 | 6   |
| 04.º | Estudiantes (BA)       | 34  | 30 | 11 | 12 | 7  | 41 | 34 | 7   |
| 05.º | Deportivo Laferrere    | 34  | 30 | 14 | 8  | 8  | 34 | 27 | 7   |
| 06.º | Atlanta                | 34  | 30 | 12 | 10 | 8  | 39 | 38 | 1   |
| 07.º | Deportivo Morón        | 30  | 30 | 11 | 8  | 11 | 41 | 40 | 1   |
| 08.º | Defensores de Belgrano | 30  | 30 | 9  | 12 | 9  | 32 | 32 | 0   |
| 09.º | Deportivo Merlo        | 29  | 30 | 9  | 11 | 10 | 34 | 37 | -3  |
| 10.º | San Miguel             | 28  | 30 | 8  | 12 | 10 | 34 | 31 | 3   |
| 11.º | Nueva Chicago          | 26  | 30 | 8  | 10 | 12 | 39 | 41 | -2  |
| 12.º | Almagro                | 26  | 30 | 8  | 10 | 12 | 25 | 31 | -6  |
| 13.º | Defensores Unidos      | 25  | 30 | 8  | 9  | 13 | 27 | 42 | -15 |
| 14.º | All Boys               | 23  | 30 | 7  | 9  | 14 | 35 | 42 | -7  |
| 15.º | Arsenal                | 22  | 30 | 6  | 10 | 14 | 31 | 40 | -9  |
| 16.º | El Porvenir            | 17  | 30 | 3  | 11 | 16 | 18 | 41 | -23 |

|  |

|  |                                                                         |
|  | Campeón. Ascendió al Nacional B.                                        |
|  | Clasificado al Torneo Zonal Sureste.                                    |
|  | Clasificados al Torneo Zonal Noroeste.                                  |
|  | Clasificados al Torneo Reducido por un cupo en el Torneo Zonal Sureste. |

- Club Villa Dálmine
Campeón Primera B 1988-89
Ascendido a la B Nacional 1989-90

## Torneo Reducido para el Zonal Sudeste
Participaron 10 equipos, el ganador se clasificó al Torneo Zonal Sureste.

### Zona A

#### Tabla de posiciones
| Pos | Equipo          | Pts | PJ | PG | PE | PP | GF | GC | Dif |
| --- | --------------- | --- | -- | -- | -- | -- | -- | -- | --- |
| 1.º | Nueva Chicago   | 6   | 4  | 2  | 2  | 0  | 5  | 0  | 5   |
| 2.º | Deportivo Morón | 5   | 4  | 2  | 1  | 1  | 7  | 4  | 3   |
| 3.º | Atlanta         | 4   | 4  | 2  | 0  | 2  | 6  | 4  | 2   |
| 4.º | Arsenal         | 3   | 4  | 1  | 1  | 2  | 5  | 6  | -1  |
| 5.º | El Porvenir     | 2   | 4  | 1  | 0  | 3  | 2  | 10 | -8  |

|  |

|  |                                |
|  | Clasificados a la Ronda final. |

### Zona B

#### Tabla de posiciones
| Pos | Equipo                 | Pts | PJ | PG | PE | PP | GF | GC | Dif |
| --- | ---------------------- | --- | -- | -- | -- | -- | -- | -- | --- |
| 1.º | Deportivo Merlo        | 7   | 4  | 3  | 1  | 0  | 5  | 2  | 3   |
| 2.º | All Boys               | 6   | 4  | 3  | 0  | 1  | 8  | 2  | 6   |
| 3.º | Defensores de Belgrano | 5   | 4  | 2  | 1  | 1  | 4  | 2  | 2   |
| 4.º | San Miguel             | 2   | 4  | 1  | 0  | 3  | 2  | 8  | -6  |
| 5.º | Almagro                | 0   | 4  | 0  | 0  | 4  | 1  | 6  | -5  |

|  |

|  |                                |
|  | Clasificados a la Ronda final. |

### Ronda final
Se jugó en dos etapas, a un partido en cancha neutral. El ganador clasificó al Torneo Zonal Sureste.
| Nueva Chicago   | 4 - 0 | All Boys        | José Amalfitani   | 8 de abril de 1989 |
| Deportivo Merlo | 3 - 0 | Deportivo Morón | Ciudad de Caseros | 8 de abril de 1989 |

| Nueva Chicago                                    | (5) 1 - 1 (4) | Deportivo Merlo | Ciudad de Caseros | 15 de abril de 1989 |
| Nueva Chicago clasificó al Torneo Zonal Sureste. |               |                 |                   |                     |

## Torneo Zonal

### Zonal Noroeste
|  | Cuartos de final                     | Cuartos de final   | Cuartos de final                     | Cuartos de final |   |                                     | Semifinales      | Semifinales | Semifinales | Semifinales | Semifinales |  |                                     | Final            | Final | Final | Final |  |
|  |                                      |                    |                                      |                  |   |                                     |                  |             |             |             |             |  |                                     |                  |       |       |       |  |
|  |                                      |                    |                                      |                  |   |                                     |                  |             |             |             |             |  |                                     |                  |       |       |       |  |
|  | Bandera de la Provincia de Santa Fe  | Atlético Rafaela   | 2                                    | 2                |   |                                     |                  |             |             |             |             |  |                                     |                  |       |       |       |  |
|  | Bandera de la Provincia de Santa Fe  | Atlético Rafaela   | 2                                    | 2                |   |                                     |                  |             |             |             |             |  |                                     |                  |       |       |       |  |
|  | Bandera de la Provincia de Córdoba   | Estudiantes (RC)   | 1                                    | 0                |   |                                     |                  |             |             |             |             |  |                                     |                  |       |       |       |  |
|  | Bandera de la Provincia de Córdoba   | Estudiantes (RC)   | 1                                    | 0                |   | Bandera de la Provincia de Santa Fe | Atlético Rafaela | 0           | 0           | (2)         |             |  |                                     |                  |       |       |       |  |
|  |                                      |                    |                                      |                  |   | Bandera de la Provincia de Santa Fe | Atlético Rafaela | 0           | 0           | (2)         |             |  |                                     |                  |       |       |       |  |
|  |                                      |                    | Bandera de la Ciudad de Buenos Aires | Laferrere        | 0 | 0                                   | (4)              |             |             |             |             |  |                                     |                  |       |       |       |  |
|  | Bandera de la Provincia de Salta     | Juventud Antoniana | Bandera de la Ciudad de Buenos Aires | Laferrere        | 0 | 0                                   | (4)              | 2           | 0           |             |             |  |                                     |                  |       |       |       |  |
|  | Bandera de la Provincia de Salta     | Juventud Antoniana |                                      |                  |   |                                     |                  |             |             |             |             |  |                                     |                  |       |       |       |  |
|  | Bandera de la Ciudad de Buenos Aires | Laferrere          | 1                                    | 2                |   |                                     |                  |             |             |             |             |  |                                     |                  |       |       |       |  |
|  | Bandera de la Ciudad de Buenos Aires | Laferrere          | 1                                    | 2                |   |                                     |                  |             |             |             |             |  | Bandera de la Provincia de Santa Fe | Atlético Rafaela | 3     | 3     |       |  |
|  |                                      |                    |                                      |                  |   |                                     |                  |             |             |             |             |  | Bandera de la Provincia de Santa Fe | Atlético Rafaela | 3     | 3     |       |  |
|  |                                      |                    | Bandera de la Provincia de Jujuy     | Ledesma          | 1 | 0                                   |                  |             |             |             |             |  |                                     |                  |       |       |       |  |
|  | Bandera de la Provincia de Misiones  | Guaraní AF         | Bandera de la Provincia de Jujuy     | Ledesma          | 1 | 0                                   | 2                | 0           |             |             |             |  |                                     |                  |       |       |       |  |
|  | Bandera de la Provincia de Misiones  | Guaraní AF         |                                      |                  |   |                                     |                  |             |             |             |             |  |                                     |                  |       |       |       |  |
|  | Bandera de la Provincia de Catamarca | Sarmiento (C)      | 1                                    | 0                |   |                                     |                  |             |             |             |             |  |                                     |                  |       |       |       |  |
|  | Bandera de la Provincia de Catamarca | Sarmiento (C)      | 1                                    | 0                |   | Bandera de la Provincia de Misiones | Guaraní AF       | 2           | 1           |             |             |  |                                     |                  |       |       |       |  |
|  |                                      |                    |                                      |                  |   | Bandera de la Provincia de Misiones | Guaraní AF       | 2           | 1           |             |             |  |                                     |                  |       |       |       |  |
|  |                                      |                    | Bandera de la Provincia de Jujuy     | Ledesma          | 2 | 2                                   |                  |             |             |             |             |  |                                     |                  |       |       |       |  |
|  | Bandera de la Ciudad de Buenos Aires | Estudiantes (BA)   | Bandera de la Provincia de Jujuy     | Ledesma          | 2 | 2                                   | 0                | 0           |             |             |             |  |                                     |                  |       |       |       |  |
|  | Bandera de la Ciudad de Buenos Aires | Estudiantes (BA)   |                                      |                  |   |                                     |                  |             |             |             |             |  |                                     |                  |       |       |       |  |
|  | Bandera de la Provincia de Jujuy     | Ledesma            | 0                                    | 2                |   |                                     |                  |             |             |             |             |  |                                     |                  |       |       |       |  |
|  | Bandera de la Provincia de Jujuy     | Ledesma            | 0                                    | 2                |   |                                     |                  |             |             |             |             |  |                                     |                  |       |       |       |  |
|  |                                      |                    |                                      |                  |   |                                     |                  |             |             |             |             |  |                                     |                  |       |       |       |  |

Nota: Los equipos que figuran en la línea superior de cada cruce, iniciaron las llaves como locales.

### Zonal Sudeste
|  | Cuartos de final                        | Cuartos de final     | Cuartos de final                        | Cuartos de final | Cuartos de final |                                     |                      | Semifinales | Semifinales | Semifinales | Semifinales | Semifinales |                                         |        | Final | Final | Final | Final |  |
|  |                                         |                      |                                         |                  |                  |                                     |                      |             |             |             |             |             |                                         |        |       |       |       |       |  |
|  |                                         |                      |                                         |                  |                  |                                     |                      |             |             |             |             |             |                                         |        |       |       |       |       |  |
|  | Bandera de la Provincia del Chubut      | Próspero Palazzo     | 1                                       | 1                |                  |                                     |                      |             |             |             |             |             |                                         |        |       |       |       |       |  |
|  | Bandera de la Provincia del Chubut      | Próspero Palazzo     | 1                                       | 1                |                  |                                     |                      |             |             |             |             |             |                                         |        |       |       |       |       |  |
|  | Bandera de la Provincia de San Luis     | Alianza Futbolística | 0                                       | 3                |                  |                                     |                      |             |             |             |             |             |                                         |        |       |       |       |       |  |
|  | Bandera de la Provincia de San Luis     | Alianza Futbolística | 0                                       | 3                |                  | Bandera de la Provincia de San Luis | Alianza Futbolística | 1           | 0           |             |             |             |                                         |        |       |       |       |       |  |
|  |                                         |                      |                                         |                  |                  | Bandera de la Provincia de San Luis | Alianza Futbolística | 1           | 0           |             |             |             |                                         |        |       |       |       |       |  |
|  |                                         |                      | Bandera de la Provincia de Buenos Aires | Olimpo           | 2                | 6                                   |                      |             |             |             |             |             |                                         |        |       |       |       |       |  |
|  | Bandera de la Provincia de Buenos Aires | Olimpo               | Bandera de la Provincia de Buenos Aires | Olimpo           | 2                | 6                                   | 3                    | 0           |             |             |             |             |                                         |        |       |       |       |       |  |
|  | Bandera de la Provincia de Buenos Aires | Olimpo               |                                         |                  |                  |                                     |                      |             |             |             |             |             |                                         |        |       |       |       |       |  |
|  | Bandera de la Provincia de Santa Fe     | Central Córdoba (R)  | 2                                       | 0                |                  |                                     |                      |             |             |             |             |             |                                         |        |       |       |       |       |  |
|  | Bandera de la Provincia de Santa Fe     | Central Córdoba (R)  | 2                                       | 0                |                  |                                     |                      |             |             |             |             |             | Bandera de la Provincia de Buenos Aires | Olimpo | 3     | 1     |       |       |  |
|  |                                         |                      |                                         |                  |                  |                                     |                      |             |             |             |             |             | Bandera de la Provincia de Buenos Aires | Olimpo | 3     | 1     |       |       |  |
|  |                                         |                      | Bandera de la Provincia de San Juan     | CAJA             | 1                | 2                                   |                      |             |             |             |             |             |                                         |        |       |       |       |       |  |
|  | Bandera de la Provincia del Chubut      | Gaiman               | Bandera de la Provincia de San Juan     | CAJA             | 1                | 2                                   | 1                    | 0           |             |             |             |             |                                         |        |       |       |       |       |  |
|  | Bandera de la Provincia del Chubut      | Gaiman               |                                         |                  |                  |                                     |                      |             |             |             |             |             |                                         |        |       |       |       |       |  |
|  | Bandera de la Provincia de San Juan     | CAJA                 | 6                                       | 3                |                  |                                     |                      |             |             |             |             |             |                                         |        |       |       |       |       |  |
|  | Bandera de la Provincia de San Juan     | CAJA                 | 6                                       | 3                |                  | Bandera de la Provincia de San Juan | CAJA                 | 4           | 1           | (6)         |             |             |                                         |        |       |       |       |       |  |
|  |                                         |                      |                                         |                  |                  | Bandera de la Provincia de San Juan | CAJA                 | 4           | 1           | (6)         |             |             |                                         |        |       |       |       |       |  |
|  |                                         |                      | Bandera de la Ciudad de Buenos Aires    | Nueva Chicago    | 2                | 3                                   | (5)                  |             |             |             |             |             |                                         |        |       |       |       |       |  |
|  | Bandera de la Ciudad de Buenos Aires    | Nueva Chicago        | Bandera de la Ciudad de Buenos Aires    | Nueva Chicago    | 2                | 3                                   | (5)                  | 1           | 1           | (4)         |             |             |                                         |        |       |       |       |       |  |
|  | Bandera de la Ciudad de Buenos Aires    | Nueva Chicago        |                                         |                  |                  |                                     |                      |             |             | (4)         |             |             |                                         |        |       |       |       |       |  |
|  | Bandera de la Provincia de Buenos Aires | Deportivo Norte      | 0                                       | 2                | (2)              |                                     |                      |             |             |             |             |             |                                         |        |       |       |       |       |  |
|  | Bandera de la Provincia de Buenos Aires | Deportivo Norte      | 0                                       | 2                | (2)              |                                     |                      |             |             |             |             |             |                                         |        |       |       |       |       |  |
|  |                                         |                      |                                         |                  |                  |                                     |                      |             |             |             |             |             |                                         |        |       |       |       |       |  |

Nota: Los equipos que figuran en la línea superior de cada cruce, iniciaron las llaves como locales.

### Ascendidos a la B Nacional

AMSyD Atlético de Rafaela (Torneo del Interior)
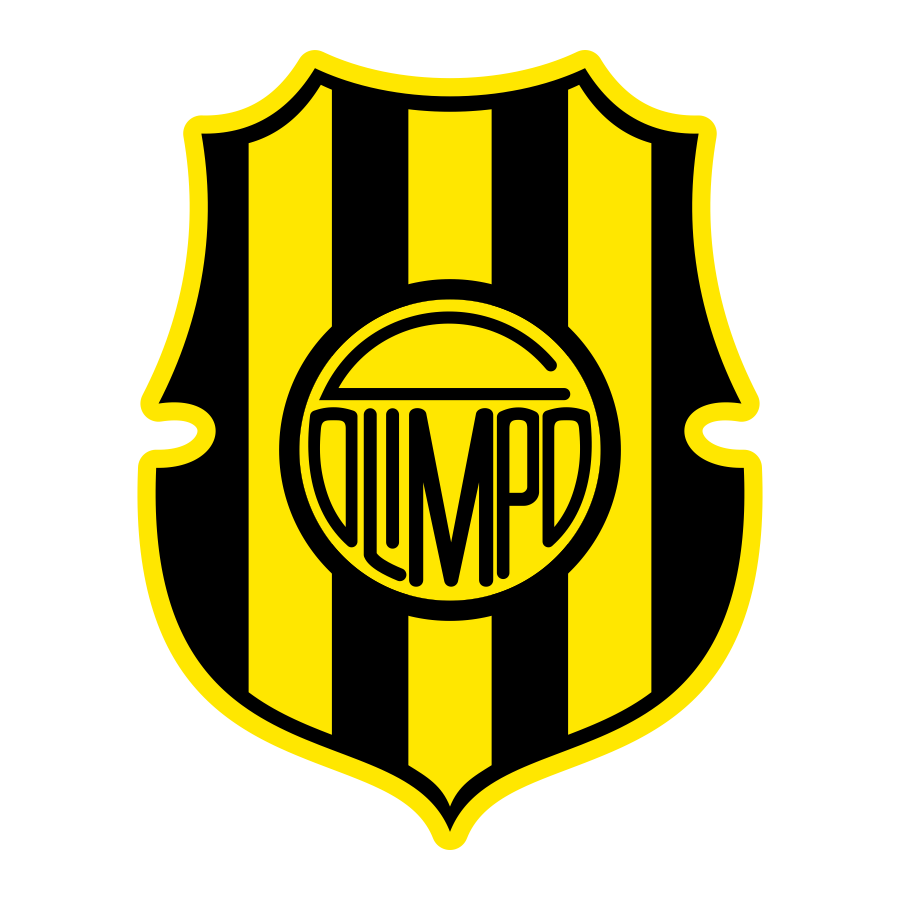
Club Olimpo (Torneo del Interior)

## Torneo Reducido
El campeón del Torneo de Primera B 1988-89, más Los 2 equipos vencedores de los Torneos Zonales, además de obtener el ascenso a la Primera B Nacional, ganaron el derecho a disputar un Torneo Reducido con los mejores equipos de la segunda división, ranqueados del 2.º al 10.º. En todos los casos, los equipos de la Primera B Nacional fueron beneficiados con ventajas deportivas con relación los 3 ascendidos, pudiendo definir las llaves de local, o bien para pasar de ronda en caso de empate global.

#### Cuadro de desarrollo
|  | Octavos de final                        | Octavos de final                    | Octavos de final                        | Octavos de final   |   |                                         | Cuartos de final | Cuartos de final                        | Cuartos de final | Cuartos de final |   |                                     | Semifinales | Semifinales | Semifinales | Semifinales |  |                                     | Final | Final | Final | Final |  |
|  |                                         |                                     |                                         |                    |   |                                         |                  |                                         |                  |                  |   |                                     |             |             |             |             |  |                                     |       |       |       |       |  |
|  |                                         |                                     |                                         |                    |   |                                         |                  |                                         |                  |                  |   |                                     |             |             |             |             |  |                                     |       |       |       |       |  |
|  |                                         |                                     |                                         |                    |   |                                         |                  |                                         |                  |                  |   |                                     |             |             |             |             |  |                                     |       |       |       |       |  |
|  |                                         |                                     |                                         |                    |   |                                         |                  |                                         |                  |                  |   |                                     |             |             |             |             |  |                                     |       |       |       |       |  |
|  |                                         |                                     |                                         |                    |   |                                         |                  |                                         |                  |                  |   |                                     |             |             |             |             |  |                                     |       |       |       |       |  |
|  |                                         | Bandera de la Provincia de Santa Fe | Unión (3.º BN)                          | 2                  | 2 |                                         |                  |                                         |                  |                  |   |                                     |             |             |             |             |  |                                     |       |       |       |       |  |
|  |                                         |                                     |                                         |                    | 2 |                                         |                  |                                         |                  |                  |   |                                     |             |             |             |             |  |                                     |       |       |       |       |  |
|  |                                         |                                     | Bandera de la Provincia de Buenos Aires | Deportivo Italiano | 1 | 2                                       |                  |                                         |                  |                  |   |                                     |             |             |             |             |  |                                     |       |       |       |       |  |
|  | Bandera de la Provincia de Buenos Aires | Deportivo Italiano                  | Bandera de la Provincia de Buenos Aires | Deportivo Italiano | 1 | 2                                       | 0                | 1                                       |                  |                  |   |                                     |             |             |             |             |  |                                     |       |       |       |       |  |
|  | Bandera de la Provincia de Buenos Aires | Deportivo Italiano                  |                                         |                    |   |                                         |                  |                                         |                  |                  |   |                                     |             |             |             |             |  |                                     |       |       |       |       |  |
|  | Bandera de la Provincia de Córdoba      | Belgrano                            | 0                                       | 0                  |   |                                         |                  |                                         |                  |                  |   |                                     |             |             |             |             |  |                                     |       |       |       |       |  |
|  | Bandera de la Provincia de Córdoba      | Belgrano                            | 0                                       | 0                  |   |                                         |                  |                                         |                  |                  |   | Bandera de la Provincia de Santa Fe | Unión       | 2           | 3           |             |  |                                     |       |       |       |       |  |
|  |                                         |                                     |                                         |                    |   |                                         |                  |                                         |                  |                  |   | Bandera de la Provincia de Santa Fe | Unión       | 2           | 3           |             |  |                                     |       |       |       |       |  |
|  |                                         |                                     | Bandera de la Ciudad de Buenos Aires    | Almirante Brown    | 0 | 0                                       |                  |                                         |                  |                  |   |                                     |             |             |             |             |  |                                     |       |       |       |       |  |
|  | Bandera de la Provincia de Buenos Aires | Almirante Brown                     | Bandera de la Ciudad de Buenos Aires    | Almirante Brown    | 0 | 0                                       | 0                | 3                                       |                  |                  |   |                                     |             |             |             |             |  |                                     |       |       |       |       |  |
|  | Bandera de la Provincia de Buenos Aires | Almirante Brown                     |                                         |                    |   |                                         |                  |                                         |                  |                  |   |                                     |             |             |             |             |  |                                     |       |       |       |       |  |
|  | Bandera de la Provincia de Buenos Aires | Olimpo                              | 2                                       | 1                  |   |                                         |                  |                                         |                  |                  |   |                                     |             |             |             |             |  |                                     |       |       |       |       |  |
|  | Bandera de la Provincia de Buenos Aires | Olimpo                              | 2                                       | 1                  |   | Bandera de la Provincia de Buenos Aires | Almirante Brown  | 2                                       | 1                |                  |   |                                     |             |             |             |             |  |                                     |       |       |       |       |  |
|  |                                         |                                     |                                         |                    |   | Bandera de la Provincia de Buenos Aires | Almirante Brown  | 2                                       | 1                |                  |   |                                     |             |             |             |             |  |                                     |       |       |       |       |  |
|  |                                         |                                     | Bandera de la Provincia de Buenos Aires | Defensa y Justicia | 0 | 2                                       |                  |                                         |                  |                  |   |                                     |             |             |             |             |  |                                     |       |       |       |       |  |
|  | Bandera de la Provincia de Buenos Aires | Defensa y Justicia                  | Bandera de la Provincia de Buenos Aires | Defensa y Justicia | 0 | 2                                       | 0                | 2                                       |                  |                  |   |                                     |             |             |             |             |  |                                     |       |       |       |       |  |
|  | Bandera de la Provincia de Buenos Aires | Defensa y Justicia                  |                                         |                    |   |                                         |                  |                                         |                  |                  |   |                                     |             |             |             |             |  |                                     |       |       |       |       |  |
|  | Bandera de la Provincia de Buenos Aires | Talleres (RE)                       | 0                                       | 1                  |   |                                         |                  |                                         |                  |                  |   |                                     |             |             |             |             |  |                                     |       |       |       |       |  |
|  | Bandera de la Provincia de Buenos Aires | Talleres (RE)                       | 0                                       | 1                  |   |                                         |                  |                                         |                  |                  |   |                                     |             |             |             |             |  | Bandera de la Provincia de Santa Fe | Unión | 2     | 1     |       |  |
|  |                                         |                                     |                                         |                    |   |                                         |                  |                                         |                  |                  |   |                                     |             |             |             |             |  | Bandera de la Provincia de Santa Fe | Unión | 2     | 1     |       |  |
|  |                                         |                                     | Bandera de la Provincia de Santa Fe     | Colón              | 0 | 0                                       |                  |                                         |                  |                  |   |                                     |             |             |             |             |  |                                     |       |       |       |       |  |
|  |                                         |                                     | Bandera de la Provincia de Santa Fe     | Colón              | 0 | 0                                       |                  |                                         |                  |                  |   |                                     |             |             |             |             |  |                                     |       |       |       |       |  |
|  |                                         |                                     |                                         |                    |   |                                         |                  |                                         |                  |                  |   |                                     |             |             |             |             |  |                                     |       |       |       |       |  |
|  |                                         |                                     |                                         |                    |   |                                         |                  |                                         |                  |                  |   |                                     |             |             |             |             |  |                                     |       |       |       |       |  |
|  |                                         |                                     |                                         |                    |   |                                         |                  |                                         |                  |                  |   |                                     |             |             |             |             |  |                                     |       |       |       |       |  |
|  |                                         |                                     |                                         |                    |   |                                         |                  |                                         |                  |                  |   |                                     |             |             |             |             |  |                                     |       |       |       |       |  |
|  |                                         |                                     |                                         |                    |   |                                         |                  |                                         |                  |                  |   |                                     |             |             |             |             |  |                                     |       |       |       |       |  |
|  |                                         |                                     |                                         |                    |   |                                         |                  |                                         |                  |                  |   |                                     |             |             |             |             |  |                                     |       |       |       |       |  |
|  |                                         |                                     |                                         |                    |   |                                         |                  |                                         |                  |                  |   |                                     |             |             |             |             |  |                                     |       |       |       |       |  |
|  |                                         |                                     |                                         |                    |   |                                         |                  |                                         |                  |                  |   |                                     |             |             |             |             |  |                                     |       |       |       |       |  |
|  |                                         |                                     |                                         |                    |   |                                         |                  | Bandera de la Provincia de Buenos Aires | Lanús (2.º BN)   | 0                | 1 |                                     |             |             |             |             |  |                                     |       |       |       |       |  |
|  |                                         |                                     |                                         |                    |   |                                         |                  |                                         |                  |                  | 1 |                                     |             |             |             |             |  |                                     |       |       |       |       |  |
|  |                                         |                                     | Bandera de la Provincia de Santa Fe     | Colón              | 2 | 1                                       |                  |                                         |                  |                  |   |                                     |             |             |             |             |  |                                     |       |       |       |       |  |
|  | Bandera de la Ciudad de Buenos Aires    | Huracán                             | Bandera de la Provincia de Santa Fe     | Colón              | 2 | 1                                       | 5                | 2                                       |                  |                  |   |                                     |             |             |             |             |  |                                     |       |       |       |       |  |
|  | Bandera de la Ciudad de Buenos Aires    | Huracán                             |                                         |                    |   |                                         |                  |                                         |                  |                  |   |                                     |             |             |             |             |  |                                     |       |       |       |       |  |
|  | Bandera de la Provincia de Santa Fe     | Atlético Rafaela                    | 3                                       | 1                  |   |                                         |                  |                                         |                  |                  |   |                                     |             |             |             |             |  |                                     |       |       |       |       |  |
|  | Bandera de la Provincia de Santa Fe     | Atlético Rafaela                    | 3                                       | 1                  |   | Bandera de la Ciudad de Buenos Aires    | Huracán          | 1                                       | 1                |                  |   |                                     |             |             |             |             |  |                                     |       |       |       |       |  |
|  |                                         |                                     |                                         |                    |   | Bandera de la Ciudad de Buenos Aires    | Huracán          | 1                                       | 1                |                  |   |                                     |             |             |             |             |  |                                     |       |       |       |       |  |
|  |                                         |                                     | Bandera de la Provincia de Santa Fe     | Colón              | 0 | 2                                       |                  |                                         |                  |                  |   |                                     |             |             |             |             |  |                                     |       |       |       |       |  |
|  | Bandera de la Provincia de Santa Fe     | Colón                               | Bandera de la Provincia de Santa Fe     | Colón              | 0 | 2                                       | 0                | 4                                       |                  |                  |   |                                     |             |             |             |             |  |                                     |       |       |       |       |  |
|  | Bandera de la Provincia de Santa Fe     | Colón                               |                                         |                    |   |                                         |                  |                                         |                  |                  |   |                                     |             |             |             |             |  |                                     |       |       |       |       |  |
|  | Bandera de la Provincia de Buenos Aires | Villa Dálmine                       | 0                                       | 1                  |   |                                         |                  |                                         |                  |                  |   |                                     |             |             |             |             |  |                                     |       |       |       |       |  |
|  | Bandera de la Provincia de Buenos Aires | Villa Dálmine                       | 0                                       | 1                  |   |                                         |                  |                                         |                  |                  |   |                                     |             |             |             |             |  |                                     |       |       |       |       |  |
|  |                                         |                                     |                                         |                    |   |                                         |                  |                                         |                  |                  |   |                                     |             |             |             |             |  |                                     |       |       |       |       |  |

Nota: En la línea superior de cada llave, figuran los equipos que definieron las llaves de vuelta de local, por tener ventaja deportiva. En caso de empate global, prevalecía dicha ventaja.

Club Atlético Unión Ascendido a Primera División (desde la Primera B Nacional)

## Tabla de descenso
Para su confección se tomaron en cuenta las campañas de las últimas cuatro temporadas. Los equipos que tuvieron los dos peores promedios descendieron a la Primera C.
| Pos  | Equipo                 | Promedio | 1986 | 1986-87 | 1987-88 | 1988-89 | Total | PJ  |
| ---- | ---------------------- | -------- | ---- | ------- | ------- | ------- | ----- | --- |
| 01.º | Central Córdoba (R)    | 1,200    | -    | -       | -       | 36      | 36    | 30  |
| 02.º | Villa Dálmine          | 1,161    | 14   | 43      | 27      | 46      | 130   | 112 |
| 03.º | Deportivo Morón        | 1,125    | 19   | 41      | 36      | 30      | 126   | 112 |
| 04.º | Almagro                | 1,117    | -    | 41      | 38      | 26      | 105   | 94  |
| 05.º | Estudiantes            | 1,107    | 18   | 44      | 28      | 34      | 124   | 112 |
| 06.º | San Miguel             | 1,062    | 16   | 40      | 35      | 28      | 119   | 112 |
| 07.º | Nueva Chicago          | 1,053    | 16   | 40      | 36      | 26      | 118   | 112 |
| 08.º | Arsenal                | 1,032    | -    | 44      | 31      | 22      | 97    | 94  |
| 09.º | Atlanta                | 1,000    | 19   | 30      | 29      | 34      | 112   | 112 |
| 10.º | Deportivo Laferrere    | 0,967    | -    | -       | 24      | 34      | 58    | 60  |
| 11.º | Deportivo Merlo        | 0,936    | -    | 32      | 27      | 29      | 88    | 94  |
| 12.º | All Boys               | 0,866    | 15   | 31      | 28      | 23      | 97    | 112 |
| 13.º | El Porvenir            | 0,857    | 17   | 31      | 31      | 17      | 96    | 112 |
| 14.º | Defensores de Belgrano | 0,848    | 14   | 30      | 21      | 30      | 95    | 112 |
| 15.º | Argentino de Rosario   | 0,839    | 8    | 22      | 26      | 38      | 94    | 112 |
| 16.º | Defensores Unidos      | 0,833    | -    | -       | -       | 25      | 25    | 30  |

|  |

|  |                              |
|  | Descendieron a la Primera C. |